# 赣榆抗日山烈士陵园
赣榆抗日山烈士陵园位于江苏省连云港市赣榆区西的抗日山，是中华人民共和国江苏省文物保护单位之一。安葬八路军、新四军烈士。
1941年3月，八路军第115师教导二旅发起了青口战役。教导二旅为纪念在青口战役和其它战役中牺牲的八路军将士，在赣榆县的马鞍山，修建抗日烈士纪念塔。1941年7月7日动工，次年7月7日建成。1944年，陵园初步建成，马鞍山更名抗日山。陵园由此称抗日山烈士陵园。这是滨海军区军民在一边打仗一边施工的情况下，修建完成。
1982年3月25日，以抗日山烈士陵园之名列入江苏省文物保护单位，分类为近现代历史遗迹及革命纪念建筑物。2005年，以赣榆抗日山烈士陵园之名列入第三批全国爱国主义教育示范基地。另有全国重点烈士纪念建筑物保护单位、全国青少年教育基地、国家国防教育示范基地、国家首批抗战纪念设施遗址等称号。2016年底，列入全国红色旅游经典景区名录。
烈士陵园依山而建，分为八个坡段，占地360多亩。由抗日烈士纪念塔、纪念堂、纪念碑、碑廊、国防园、集会广场、马鞍石、景观亭以及东西两大墓群等纪念设施组成。共有1647座烈士墓，安葬1800余位烈士。纪念塔碑上铭刻着3576位抗日烈士姓名。2014年，符竹庭、彭雄、田守尧、汉斯·希伯、何万祥五位烈士列入第一批著名抗日英烈和英雄群體名錄。朱爱周、吴云、刘涛、曹云、李子英、今野博六位烈士列入第二批著名抗日英烈和英雄群體名錄。